# 太湖水库
太湖水库是中国浙江省台州市温岭市境内的一座水库，位于太湖溪上，建于1962年。水库正常库容为1700万立方米，集雨面积为25平方千米，海拔为24米。